# المؤتمر الدولي للسكان والتطوير
نظمت الأمم المتحدة المؤتمر الدولي للسكان والتنمية الذي عقد في مدينة القاهرة،مصر في الفترة ما بين 5 إلى 13 أيلول 1994. وقد نتج عنه برنامج عمل عبارة عن وثيقة توجيهية لصندوق الأمم المتحدة للسكان.
حضر المؤتمر 20000 ممثل عن حكومات متعددة ووكالات تابعة للأمم المتحدة ومنظمات لاحكومية إضافة إلى وسائل الإعلام وذلك للحديث حول قضايا متنوعة مختصة بالسكان، تتضمن الهجرة ووفيات الأطفال وتحديد النسل وتنظيم الأسرة إضافة إلى تعليم النساء وحمايتهن من مساعدات الإجهاض الخطرة. تلقى المؤتمر اهتماما إعلاميا كبيرا عائدا إلى الجدل المتعلق بشأن التأكيد على الحقوق الإنجابية. الكرسي البابوي وعدة بلدان إسلامية بالدرجة الأولى كانت ناقدة قوية وقد تعرض الرئيس الأميركي بيل كلينتون لنقد كبير من المحافظين جراء اشتراكه بالمؤتمر. هذا وقد كان المتحدث الرسمي للكرسي البابوي هو رئيس الأساقفة ريناتو مارتينو.
وفقا لإعلان المؤتمر الدولي للسكان والتنمية الرسمي، فقد توصل ممثلو المؤتمر إلى إجماع على الأهداف النوعية والكمية الأربعة التالية:
1- الثقافة العالمية: الثقافة العالمية المبدئية في جميع البلدان بحلول عام 2015. وحث البلدان على تأمين وصول أكثر للنساء إلى مستوى الثقافة الثانوية والعليا علاوة على التدريب المهني والتقني.
2- تخفيض وفيات الرضع والأطفال: على الدول أن تجاهد لتخفيض معدل وفيات الرضع والأطفال دون سن الخامسة بمقدار الثلث أو بحوالي 50 إلى 70 وفاة لكل ألف شخص بحلول عام 2000. وعلى جميع الدول بحلول عام 2015 أن تحقق معدلا أدناه 35 وفاة لكل ألف ولادة ومعدلا للأطفال دون سن الخامسة يكون 45 كحد أدنى لكل ألف.
3- تخفيض وفيات الأمهات: يجب تحقيق انخفاض بمقدار النصف لمستويات عام 1990 بحلول عام 2000 ونصف ذلك بحلول عام 2015. كما يجب الحد من التفاوت في معدلات وفيات الأمهات بين البلدان وبين المناطق الجغرافية والمجموعات الاقتصادية الاجتماعية إضافة إلى المجموعات العرقية.
4- إمكانية الحصول على خدمات الصحة الجنسية والتناسلية بما فيها تحديد النسل: استشارة تخطيط العائلة والعناية ما قبل الولادة والولادة الآمنة علاوة على العناية ما بعد الولادة والمنع والمعالجة المناسبة للعقم ومنع الإجهاض وإدارة نتائجه ومعالجة عداوى المنطقة التناسلية والأمراض المنقولة جنسيا وغيرها من شروط الصحة التناسلية. إضافة إلى الثقافة والمشورة المناسبة حول النشاط الجنسي الإنساني والصحة التناسلية والأبوة المسؤولة. كما يجب تيسير الحصول على الخدمات المتعلقة بفيروس نقص المناعة البشرية المكتسب (الإيدز) وسرطان الثدي والعقم والولادة والتثبيط الفعال للتشويه التناسلي النسائي (الختان).